# 青峰岭水库
青峰岭水库位于中国山东省日照市莒县，是以防洪、灌溉为主，兼有发电、养殖等功能的大（二）型水库。